# عالم الفن (شركة)
عالم الفن شركة إنتاج موسيقى مصرية أسسها رجل الأعمال محسن جابر في منتصف السبعينات من القرن العشرين وبالتحديد عام 1973

## تسجيلات عالم الفن
أصبحت شركة عالم الفن واحدة من كبرى شركات الإنتاج الغنائي في العالم العربي في منتصف التسعينات. لتضم آنذاك أشهر مطربي ومطربات العالم العربي، أمثال عزيزة جلال وردة الجزائرية وميادة الحناوي وسميرة سعيد وعمرو دياب وراغب علامة ونوال الزغبي وهيفاء وهبي وهشام عباس ومصطفى قمر وحميد الشاعري وغيرهم.كانت أولى إنتاجات الشركة منتصف السبعينات من خلال البوم «حب الرسول يابا» للفنان محمد الكحلاوي.

## أشهر وأهم المطربين الذين تعاملوا مع عالم الفن
- محمد الكحلاوي
- عزيزة جلال [3]
- فايزة أحمد
- وردة الجزائرية
- ميادة الحناوي
- هاني شاكر
- محمد منير
- عمرو دياب [4]
- صابر الرباعي
- تامر حسني
- هشام عباس
- حميد الشاعري
- مصطفى قمر
- إيهاب توفيق
- حكيم
- سميرة سعيد
- راغب علامة
- احلام
- نوال الزغبي
- نانسي عجرم
- أصالة
- أنغام
- ديانا حداد
- رامي عياش
- إليسا
- عامر منيب
- فضل شاكر
- محمد فؤاد

## مؤسسها
محسن جابر هو مؤسس شركة عالم الفن للأنتاج الغنائي وقناة مزيكا وقناة زووم ويعتبر من أشهر المنتجين الفنيين الموجدين على الساحتين الفنية والاعلامية في العالم العربي.و هو يعتبر من أقدم وأشهر المنتجين العرب، حيث وعرف بحبه للفن الخليجي والعربي منذ صغره.

## المكتبة الموسيقية
تمتلك شركة «عالم الفن» كتالوجات عدة شركات، على رأسها شركة «صوت الفن» التي تحتوي على تراث عبد الحليم حافظ ومحمد عبد الوهاب وصباح وشادية وآخرين، وتمتلك «صوت الحب» والتي تحتوي على تراث هاني شاكر ومحمد فؤاد ومدحت صالح وأحمد عدوية وأيضا «موريفون» وتضم وردة الجزائرية وسميرة سعيد ونجاة الصغيرة وآخرين وأيضا «صوت لبنان» وفيها جميع أعمال فريد الأطرش وصباح وأيضا كتالوجات ام كلثوم، وأيضا شركة «جولدن كاسيت» وفيها كتالوجات سميرة سعيد ووردة الجزائرية ونجاة الصغيرة فضلا على تملك «عالم الفن» لكتالوجات كل من عمرو دياب ومحمد الحلو وفايزة أحمد وميادة الحناوي وعزيزة جلال وأيضا «شركة فرسان للإنتاج» وتضم محمد عدوية وماجدة الرومي والراحلة ذكرى وعبد المجيد عبد الله وأصالة نصري وعبد الرب إدريس وغيرهم. وأصبحت بذلك شركة عالم الفن تمتلك أكبر مكتبة موسيقية وغنائية في الشرق الأوسط إذ تحتوى على أكثر من 85% مما انتج من اغانى في المنطقة العربية على مدار التاريخ.

## قنوات مزيكا التليفزيونية والفضائية
في عام 2003 مع التطور الإعلامي اتجه رجل الأعمال المصري محسن جابر للمجال الإعلامي ليقوم بإنشاء أول قناة عربية غنائية بإسم مزيكا وفي عام 2004 أنشاء ثاني قناة عربية غنائية بإسم زووم لتعرض أحدث كليبات مطربي شركته ومطربي العالم العربي. وتضمّ قناتين فضائيتين هما مزيكا وزووم.

## اذاعة نغم اف ام
في العام 2011 افتتح محسن جابر في مصر بالتعاون مع شبكة راديو النيل إذاعة «نغم اف ام» علي تردد (105.3)(نايل سات تردد 11488 أفقي)، والتي يشمل محتواها على ميراث شركة عالم الفن من الأغاني القديمة والحديثة.

## المزيكا الديجيتال
قامت شركة عالم الفن بكل فروعها بتحويل كل الأغاني التي تملكها لتكون متاحة على «مزيكا بوكس»، وهى تعتبر أكبر مكتبة موسيقية للمزيكا الدجيتال في العالم العربي.

## وصلات خارجية
- الموقع الرسمي لشركة عالم الفن